# Буруњор
Буруњор (енгл. Burrunjor) је митолошко биће из митологије абориџинских народа. Ово биће наводно обитава у дивљини Аустралије.

## Етимологија назива

### Други називи
Диљем Аустралије постоје и други називи за буруњора, као што су:
- ватук мугадунг (енгл. Wathuk Muggadung),
- вијунгаре (енгл. Wyungare),
- курпанија (енгл. Kurpanya),
- и мура-мури (енгл. Murra-Murri).

## Опис криптида

### Опис буруњора у митологији и народним предањима
У митологији буруњор је биће које је описано као двоножни гмизавац са дугим задњим ногама налик птичјима, са кратким рукама, и са главом и репом крокодила. Ово биће је опасано, и убија и једе све животиње и људе на које наиђе, и његова рика је заглушујућа.

### Опис буруњора из модерног доба

#### У креационизму
Према ријечима креациониста буруњор је један од доказа да су људи живјели заједно са диносаурусима. Они га описују као биће налик на тероподског диносауруса. Ово биће је високо 6 метара и дуго 10 метара, има двије кратке руке са оштрим канџама, дуги реп, стопе су му широке 76 центиметара, снажне чељусти пуне оштрих зуба, и кожа овог биће је слична кожи крокодила.

## Хронологија сусрета са овим бићем и виђења
- 1950. године аустралски сточари, из околине града Бурктауна, су властима пријављивали наводне случајеве да је непозната огромна звјер нападала и убијала њихову стоку. Према њиховим ријечима, ово биће је увијек иза себе остављало велике тропрсте отиске;
- 1950. године Џек Пекам, на подручју Арнемове земље, је наводно пронашао велике тропрсте отиске;
- 1957. године аустралски сточари, са подручја око ријеке Макартур (у Сјеверном територију), су наводно пронашли остатке напола поједене стоке коју је убила непозната велика звијер;
- 1960. године, у близини градова Алис Спрингс и Маунт Ајза (у Квинсленду), су наводно пронађени тропрсти отисци налик отисцима тероподских диносауруса;
- 1961. године, у близини мјеста Лагун Крик, Џон Метју се наводно сурео са великим гмизавцем који је био дуг око 10 метара;
- 1961. године, у сјеверно од Маунт Ајза, један ловац се наводно сурео са великим гмизавцем који је био дуг око 8 метара;
- 1978. године, у дивљини Сјеверне територије, два абориџинска трагача и полицајац се наводно сусрели са великом животињом која их је уплашила и навела их да напусте мјесто гдје су кампирали;
- 1979. године, у дивљини сјеверно од града града Бурктауна, неколико абориџински рибара је наводно пронашли тропрсте отиске налик отисцима тероподских диносауруса;
- 1980. године, на подручју Камуна дистрикта, Макс Филд је наводно пронашао тропрсте отиске налик отисцима тероподских диносауруса;
- 1980. године, на подручју Голф Кантрија (у близини Карпентаријског залива), сточар Чарлс се наводно сусрео са великим гмизавцем који је у својим чељустима носио једну крава. Такође су у близини наводно пронађени тропрсти отисци налик отисцима тероподских диносауруса;
- 1982. године, на источном подручју Арнемове земље, је наводно виђен гмизавац величине одраслог човјека;
- 1984. године, у близини града Нарума (у Новом Јужном Велсу), су наводно пронађени тропрсти отисци налик отисцима тероподских диносауруса. Били су широки 76 центиметара;
- 1985. године, на путу поред ријеке Ропер (са подручја Сјеверне територије), се десило посљедње виђење буруњора. Према ријечима свједока ово биће је било високо 6 метара.

## Могуће објашњење овог криптида
Постоји неколико могући објашњења за неке од описа овог криптида. У овим случајевима се ради о културолошким сјећањима Абориџина на двије врсте велики изумрли гмизавца који су некада настањивала Аустралску дивљину:
- Мегаленија приска (лат. Megalania prisca) - највећа врста гуштера из породице варана. Ова врста је била дуга 7,9 метара и тешка до 320 килограма. Мегаленија је живјела у Плеистоцену (до прије неки 40.000 година)[1][2]. Била је главни предатор у Аустралији до свог изумирања. Иако постоје наводне приче које говоре о сусретима модерни људи са живим примјерцима мегаленије[3][4], не постоје чврсти докази који би доказали тврдње да ова врста још постоји у Аустралској дивљини. Рекс Гилрој, познати аустралијски криптозоолог је 2009. године заједно са херпентологом Тонијем Герардом и стручњаком за аустралијску дивљину Геријем Опитом организовао експедицију која је за циљ имала пронаћи чврсте доказе о постојању живи примјерака Мегаленије. Експедиција се десила у nационалном парку Волеми у Новом Јужном Велсу. Овај тим истраживача је поставио мамце и камере које је требало да забиљеже евентуалне активности на подручју, међутим, експедиција није пронашла никакве доказе о постојању живи примјерака. Могућност да ова древна врста и данас лута негде у неприступачним дјеловима Аустралије је веома мала, и спада у подручје криптозоологије;
- и Куикана фортирострум (лат. Quinkana fortirostrum) - највећа врста копнени крокодила из рода Куикана (лат. Quinkana) која је живјела у исто вријеме кад и Мегаленија. Ова врста је била дуга 6 метара и тешка до 320 килограма.

- реконструкција изгледа врсте Мегаленија приска
- однос величина између највећи гуштера из породице варана у поређењу са одраслим човјеком
- однос величина између велики копнени месождера из различити група кичмењака у поређењу са одраслим човјеком
- реконструкција изгледа Куикана фортирострум